# Lorenzo Antonetti
Pour les articles homonymes, voir Antonetti.
Lorenzo Antonetti (né le 31 juillet 1922 à Romagnano Sesia, dans la province de Novare, au Piémont et mort le 10 avril 2013  à Novare) est un cardinal italien de l'Église catholique romaine, président de l'administration du patrimoine du siège apostolique de 1995 à 1998.

## Biographie

### Prêtre
Lorenzo Antonetti a été ordonné prêtre le 26 mai 1945 pour le diocèse de Novara. Après avoir effectué son ministère à la paroisse de Gignese (Stresa), il poursuivit ses études à Rome où il a obtenu une licence en théologie à l'Université pontificale Saint-Thomas-d'Aquin (Angelicum) et un doctorat en droit canon à l'Université pontificale grégorienne.
Il a ensuite suivi des cours de formation diplomatique à l'Académie pontificale ecclésiastique, l’école des nonces, en 1949-1950.
De 1951 à 1955, il travaille à la nonciature au Liban. De 1956 à 1959, il poursuit son service à la nonciature au Venezuela, de 1959 à 1963, il est rappelé pour servir, à Rome, à la Première Chambre des affaires extraordinaires – aujourd’hui la Section pour les Relations avec les Etats.
De 1963 à 1967, il est conseiller à la nonciature à paris, à l’époque du cardinal Paolo Bertoli, puis, en 1968, il est transféré à la délégation apostolique à Washington.

### Évêque
Nommé nonce apostolique au Honduras (en) et au Nicaragua (en) le 24 février 1968, il est consacré évêque au titre d'archevêque titulaire de Rusellae (de) le 12 mai 1968 dans sa ville natale de Romagnano Sesia par le cardinal Amleto Cicognani. Le 29 juin 1973, il est nommé pro-nonce au Zaïre (en) avant d'être nommé à Rome le 15 juin 1977 comme secrétaire de l'Administration du patrimoine du siège apostolique.
Il a été également président du Fonds de santé (FAS), membre de la Commission de Discipline de la Curie romaine, de l'administration pontificale de la basilique de Saint-Paul et responsable de la diffusion du nouveau Code de Droit canon de 1983.
Le 23 septembre 1988, il est nommé nonce apostolique en France avant de repartir à la Curie romaine le 24 juin 1995 comme pro-président, puis président à partir du 23 février 1998 de l'Administration du patrimoine du siège apostolique. Il se retire pour raison d'âge quelques mois plus tard, le 5 novembre 1998.

### Cardinal
Il est créé cardinal par le pape Jean-Paul II lors du consistoire du 21 février 1998, avec le titre de cardinal-diacre de Santa Agnese in Agone. Après dix ans dans l'ordre des cardinaux-diacres, il est élevé au rang de cardinal-prêtre pro hac vice le 1er février 2008.
Ayant dépassé l'âge de 80 ans, il n'est plus électeur lors du conclave de 2005 qui a désigné le pape Benoît XVI ni lors du conclave de 2013 qui élit le pape François.

### Décès et funérailles
Il meurt à Novare au Piémont, le 10 avril 2013 au matin. Le pape François rend hommage à son service de la diplomatie du Saint-Siège, à l'APSA et à Assise. Il salue sa « foi », son « zèle sacerdotal » et sa « fidélité à l'Évangile ».
Ses funérailles sont célébrées en l'église de Romagnano Sesia, sa ville natale, le vendredi 12 avril 2013.

## Succession apostolique
Lorenzo Antonetti a ordonné les évêques suivants :
- Évêque Manuel Salazar y Espinoza (1969)
- Évêque Salvador Albert Schlaefer Berg (es), O.F.M.Cap. (1970)
- Évêque Leovigildo López Fitoria (es), C.M. (1972)
- Évêque Pablo Antonio Vega Mantilla (es) (1973)